# Huracán Larry
El Huracán Larry fue un huracán de tipo Cabo Verde fuerte y de larga duración que se convirtió en el primer huracán en tocar tierra en Terranova en Canadá desde huracán Igor en 2010. La duodécima tormenta con nombre, el quinto huracán y el tercer huracán mayor de la temporada de huracanes del Atlántico de 2021, Larry se originó a partir de una onda tropical en la costa de África y se convirtió en la Depresión Tropical Doce el 31 de agosto. Al día siguiente, la depresión tropical sufrió un período de rápida intensificación, fortaleciéndose en una tormenta tropical y recibiendo el nombre de Larry. En la mañana del 2 de septiembre, Larry se convirtió en un huracán. En la madrugada del 4 de septiembre, Larry se convirtió en un huracán mayor de categoría 3 y mantuvo esa intensidad por poco más de 4 días antes de comenzar a debilitarse. Temprano el 11 de septiembre, Larry tocó tierra en Terranova como un huracán de categoría 1. Más tarde ese día, Larry se convirtió en un ciclón extratropical. Finalmente, el 13 de septiembre, Larry fue absorbido por un ciclón extratropical más grande cerca de Groenlandia.
Larry pasó al este de Bermuda como un huracán de categoría 1, causando daños mínimos. En Puerto Rico y las Islas Vírgenes de Estados Unidos Larry mató a una persona debido al fuerte oleaje y corrientes de resaca. Las marejadas generadas por el poderoso y expansivo campo de viento de Larry mataron a tres personas frente a la costa este de los Estados Unidos. En Terranova, Larry provocó más de 60.000 cortes de energía y dañó edificios. Los poderosos restos extratropicales de Larry fueron paralelos a la costa este de Groenlandia el 12 de septiembre, lo que provocó más de 4 pies (1,2 m) de nieve y ráfagas de viento con fuerza de huracán en gran parte del interior del este de Groenlandia. En general Larry mató a 5 personas y dejó alrededor de $25 millones en daños.

## Historia meteorológica

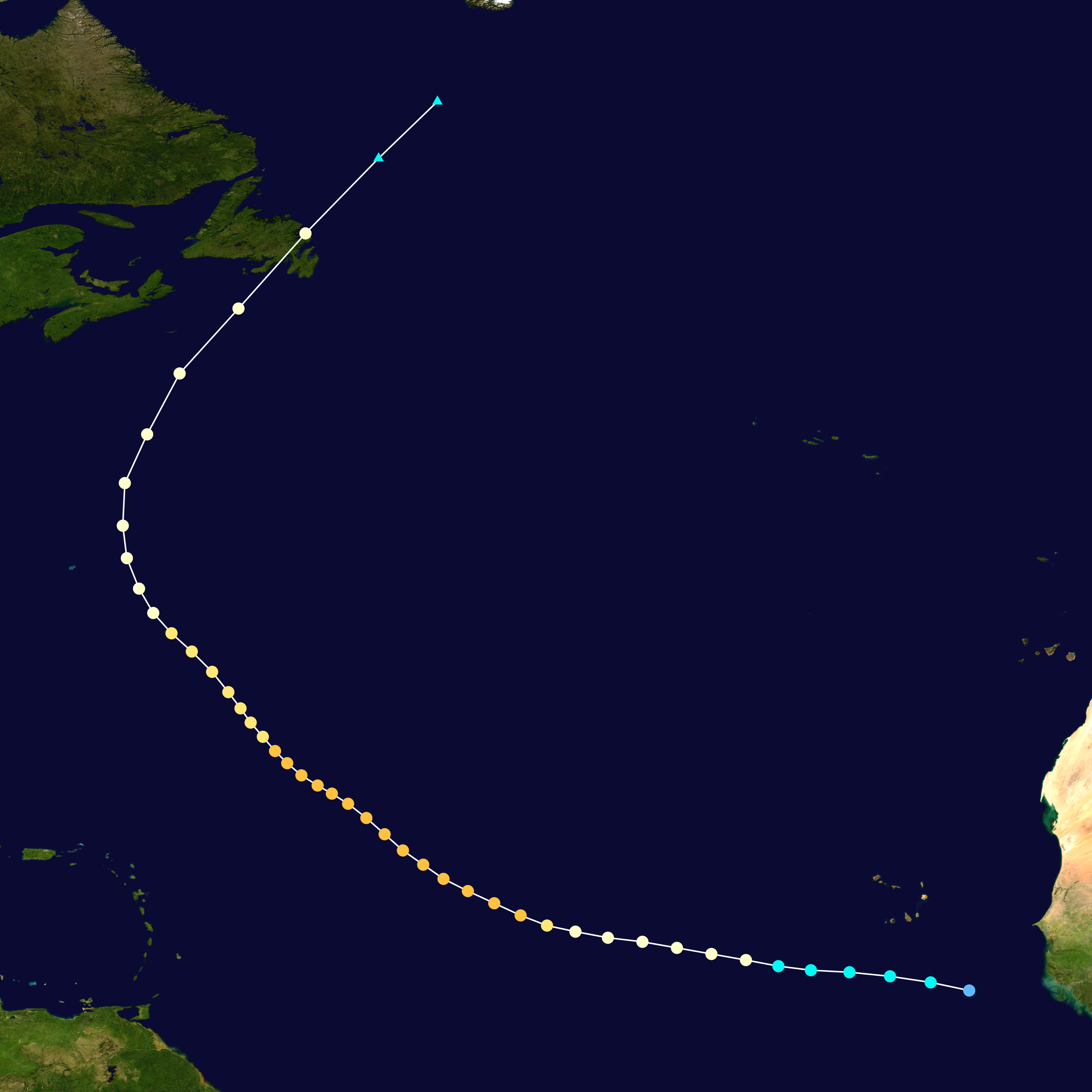
Mapa que traza la trayectoria y la intensidad de la tormenta, de acuerdo con la escala de huracanes de Saffir-Simpson

El 26 de agosto, el NHC estaba monitoreando una onda tropical que iba a emerger de la costa de África Occidental. Pronto las condiciones ambientales para Larry fueron favorables. El 30 de agosto, las imágenes de viento obtenidas por satélite indicaron que se había formado un área de baja presión. La perturbación continuó organizándose al día siguiente, y a las 21:00 UTC del 31 de agosto, se convirtió en la Depresión Tropical Doce. Más tarde, a las 09:00 UTC del 1 de septiembre, la depresión se fortaleció en la tormenta tropical Larry. Después de recibir su nombre, Larry mostraría una característica similar a un ojo a medida que la tormenta comenzaba a intensificarse rápidamente. A las 09:00 UTC del 2 de septiembre, Larry se convirtió en huracán de categoría 1. Larry se intensificó en un huracán categoría 2 a las 21:00 UTC del 3 de septiembre y luego en un huracán mayor de categoría 3 a las 03:00 UTC del 4 de septiembre.  Larry continuó intensificándose y alcanzó vientos máximos sostenidos de 205 km/h (125 mph) y una presión de 958 mbar a las 15:00 UTC del 4 de septiembre y después se debilitó un poco debido a un primer ciclo de reemplazo de la pared del ojo pero al día siguiente después de completarla volvió a intensificarse y alcanzó su máxima intensidad a las 15:00 UTC del 5 de septiembre con vientos máximos sostenidos de 205 km/h (125 mph) y una presión central mínima de 955 mbar. Larry fluctuaría en intensidad de vientos entre 195 km/h (120 mph) a 205 km/h (125 mph) al comenzar su segundo período de ciclo de reemplazo de la pared del ojo. Durante este período, la tormenta adquirió características anulares manteniéndose todavía como un huracán de categoría 3. Pronto los aviones de reconocimiento encontraron una tormenta más débil, ya que la pared del ojo de la tormenta comenzó a volverse menos definida. Pronto la tormenta se debilitaría hasta convertirse en un huracán de categoría 2 a las 15:00 UTC del 8 de septiembre. Larry siguió siendo un huracán de categoría 2 por un día más hasta que fue degradado a huracán de categoría 1 el 9 de septiembre a las 15:00 UTC. Larry mantendría la fuerza de Categoría 1 después. A las 03:45 UTC del 11 de septiembre, Larry tocó tierra en Terranova, Canadá como un huracán de categoría 1 con vientos sostenidos de 130 km/h (80 mph) y una presión central mínima de 960 mbar. Después de tocar tierra, Larry aceleró rápidamente hacia el noreste, con una velocidad de avance de 77 km/h (48 mph), mientras atravesaba una transición extratropical. Seis horas más tarde, a las 15:00 UTC del 11 de septiembre, Larry hizo la transición a un ciclón postropical cuando su convección se disipó y sus centros de circulación de nivel medio y bajo se separaron. También se estaba desarrollando un frente meteorológico en ese momento.

## Preparaciones e impacto

### Bermuda

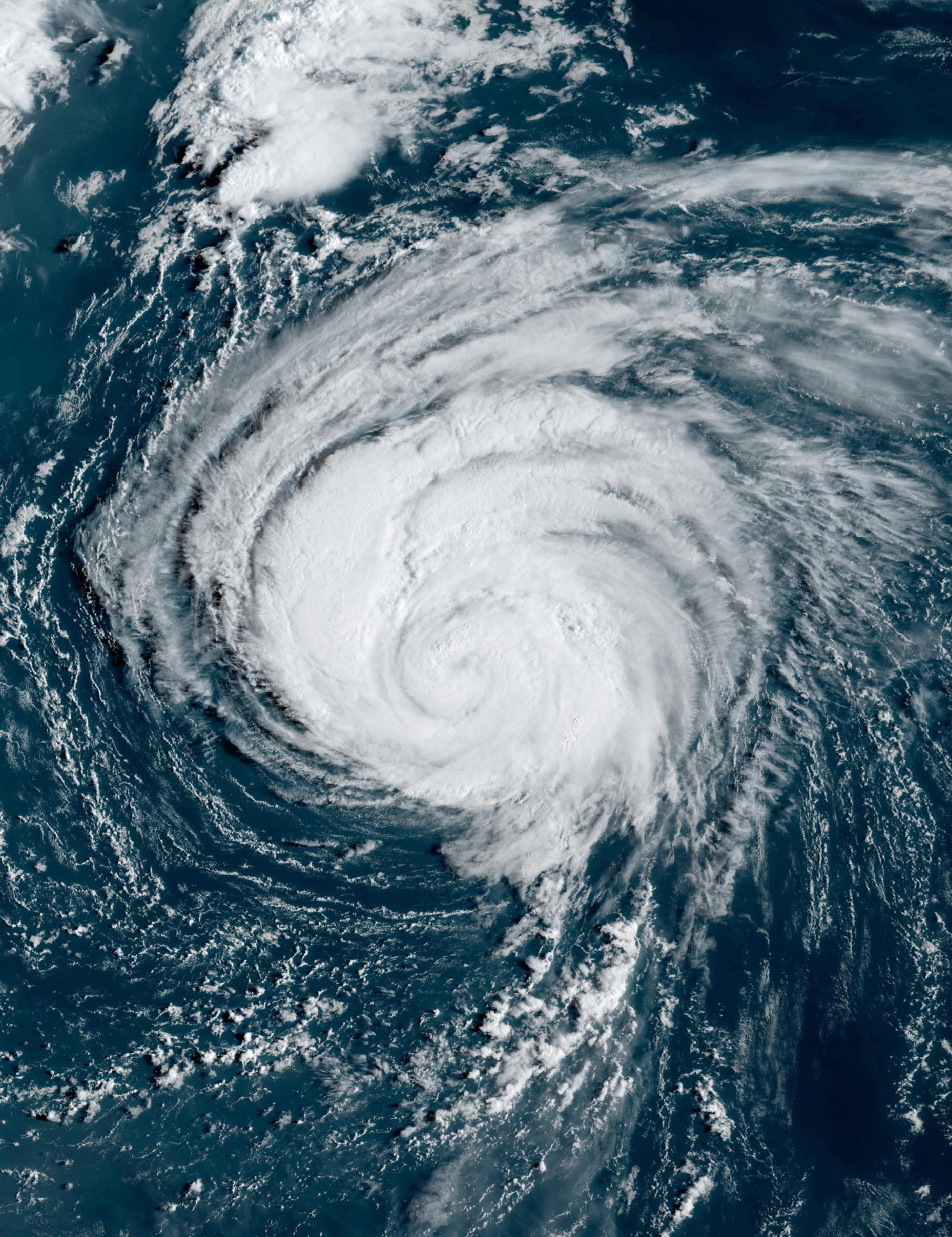
El Huracán Larry pasando al este de las Bermudas el 9 de septiembre.

A las 15:00 UTC del 7 de septiembre, el Servicio Meteorológico de Bermudas emitió una alerta de tormenta tropical ya que las condiciones de tormenta tropical eran posibles. Al día siguiente a las 12:00 UTC, el reloj se actualizó a una advertencia. A las 00:00 UTC del 9 de septiembre, el Servicio Meteorológico de Bermudas suspendió la advertencia. La isla experimentó vientos con ráfagas de aproximadamente 46 mph (74 km/h), y se registró una marejada ciclónica de 0,67 pies (0,20 m) en Ferry Reach. No se registraron cortes de energía.

### Estados Unidos
En Florida, el Servicio Meteorológico Nacional emitió una advertencia de corriente de resaca para las áreas de playa. En Cabo Cañaveral, un hombre de 69 años se ahogó debido a las corrientes de resaca. El 8 de septiembre, un hombre de 68 años se ahogó frente a la costa de una playa en Carolina del Sur.

### Canadá

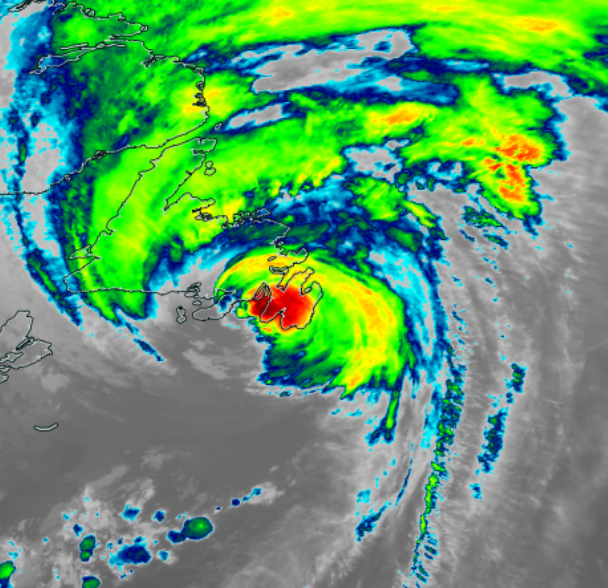
Larry toca tierra en Terranova, Canadá el 11 de septiembre a las 03:45 UTC.

En Terranova, el Aeropuerto internacional de St. John registró vientos sostenidos de 96 km/h (60 mph) y una ráfaga de 145 km/h (90 mph) justo después de las 05:30 UTC, mientras que el faro de Cape St. Mary's informó una ráfaga de 113 mph. (182 km/h) antes de detener la transmisión. Las olas alcanzaron alturas de 12 pies (3,6 m) en Argentia y el mareógrafo mostró un nivel máximo de agua unos 150 centímetros más alto de lo normal. La marejada ciclónica coincidió con una marea alta, lo que agravó las inundaciones costeras. Llovió de 0,98 pulgadas (25 mm) a 1,4 pulgadas (35 mm) en muy poco tiempo sobre el sureste de Terranova.
En la parte oriental de la provincia, 60.000 personas se quedaron sin electricidad después de que Larry pasó. Los árboles fueron arrancados de raíz y las ramas se esparcieron por el suelo. Una escuela primaria resultó dañada, y la carpa de espectáculos cerca del Lago Quidi Vidi, instalada para el festival de conciertos Iceberg Alley, sufrió daños importantes. El alcalde confirmó que el huracán causó una cantidad significativa de daños en la ciudad. El Departamento de Transporte e Infraestructura de Terranova y Labrador pidió a los automovilistas que eviten el área de la autopista 90 en el sur de la península de Avalon porque una sección resultó dañada. Numerosas actividades en el área afectada y algunos vuelos en el Aeropuerto Internacional de St. John han sido cancelados o pospuestos. El Hospital St. Clare's Mercy perdió energía durante la tormenta, lo que los llevó a detener temporalmente las visitas.   Las encuestas anticipadas para las elecciones federales canadienses de 2021 se suspendieron en partes de St. John's.
En Lord's Cove, cerca de Saint-Pierre-et-Miquelon, se produjeron daños en las infraestructuras, incluido el muelle, el malecón y la calzada.

### Groenlandia
En Groenlandia, el pronóstico de nevadas para el ciclón extratropical Larry, una de las pocas tormentas de los restos de un ciclón tropical que pasó tan al norte, fue de hasta 4 pies de nieve (120 cm) y algunos lugares a lo largo de la costa recibieron una precipitación significativa. El 12 de septiembre, se registraron ráfagas de 161 km/h (100 mph) en el Aeropuerto de Kulusuk, cerca de la costa sureste de la isla. En Tasiilaq, los vientos sostenidos alcanzaron 55 mph (89 km/h) y ráfagas de más de 90 mph (145 km/h). El viento y la nieve provocaron una tormenta de nieve en Summit Camp, una estación meteorológica ubicada en la capa de hielo a más de 10,000 pies (3,000 m) sobre el nivel del mar.